# Reichsstraßen in Ostpreußen
Die Straßen in Ostpreußen waren nach der Abtrennung des polnischen Korridors 1920 nicht mehr mit dem übrigen Deutschen Reich verbunden, sondern bildeten in der Exklave ein eigenes, abgetrenntes Straßennetz. Die wichtigsten davon erhielten bei der 1932 eingeführten Nummerierung des Fernstraßennetzes in Deutschland die Nummern 126 bis 138. Sie wurden anfangs als Fernverkehrsstraßen bezeichnet und 1934 in Reichsstraßen umbenannt.

## Reichsstraßen (seit 1934)
Die Reichsstraße 1 führte als wichtigste Landstraße der Provinz Ostpreußen in West-Ost-Richtung von Berlin über Elbing, Braunsberg, Königsberg, Insterburg und Gumbinnen bis nach Eydtkuhnen an der damaligen deutsch-litauischen Grenze. Diese wichtige Verkehrsader führte von Frauenburg bis Königsberg am Frischen Haff entlang und war bei ihrer Fertigstellung 1828 die erste ausgebaute Chaussee in der gesamten Provinz Ostpreußen. Ab 1831 wurde der Straßenbau in Richtung Insterburg fortgesetzt, 1835 war die Straße bis Gumbinnen fertiggestellt. 1837 wurde die Fertigstellung der Chaussee bis Eydtkuhnen feierlich bekanntgegeben.

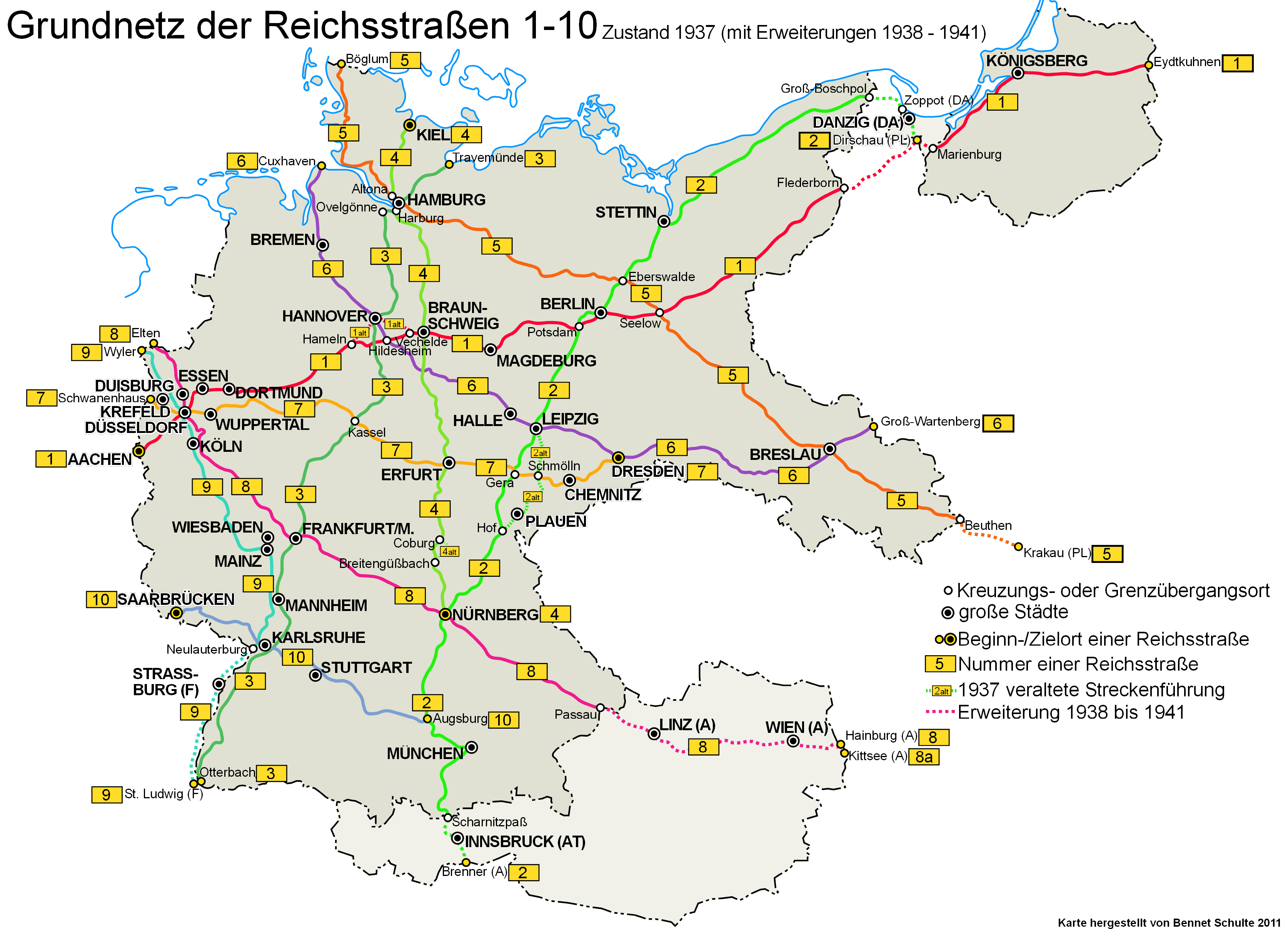
Grundnetz der Reichsstraßen 1937 (inkl. Erweiterungen bis 1941)

Die Reichsstraße 126 führte in Nord-Süd-Richtung von Labiau über Königsberg und Mohrungen nach Marienwerder. Der 43 km lange Streckenabschnitt von Labiau nach Königsberg wurde 1853 erbaut.
Die Reichsstraße 127 führte in Ost-West-Richtung von Lyck über Allenstein und Osterode nach Deutsch Eylau. Diese Strecke führte über Nebenstraßen, die erst im späten 19. Jahrhundert ausgebaut wurden. Die 26 km lange Teilstrecke zwischen Sensburg und Bischofsburg wurde bereits 1875 erbaut, deren Fortsetzung bis Allenstein wurde jedoch erst 1883 fertiggestellt, die weitere Strecke bis Deutsch Eylau wurde erst 1891/1892 vollendet.
Die Reichsstraße 128 führte in Nord-Süd-Richtung vom Ostseebad Cranz über Königsberg, Preußisch Eylau und Bartenstein nach Ortelsburg. Der 58 km lange Streckenabschnitt von Königsberg nach Bartenstein wurde als wichtigste Nord-Süd-Verbindung in Ostpreußen bereits 1830 fertiggestellt.
Der 29 km lange Streckenabschnitt von der Großstadt Königsberg zum Ostseebad Cranz war vor allem an Wochenenden eine stark befahrene Strecke, auf der sich regelmäßig tödliche Unfälle ereigneten. In den engen Ortsdurchfahrten der Königsberger Vororte Quednau und Rothenstein konnten Fußgänger zu Stoßzeiten kaum die Straße überqueren. Zur Verbesserung der Verkehrssicherheit wurde neben der Straße ein Radweg angelegt, von dem jedoch keine Spuren mehr vorhanden sind. Der Neubau einer Autostraße war 1939 geplant, konnte jedoch wegen des Zweiten Weltkrieges nicht mehr verwirklicht werden.
Die Reichsstraße 129 führte als Abzweigung der Reichsstraße 1 in Nord-Süd-Richtung von Marienburg über Marienwerder bis nach Garnsee an der damaligen deutsch-polnischen Grenze.
Die Reichsstraße 130 führte von Elbing über Preußisch Holland nach Osterode. Der Straßenbau wurde 1845 begonnen. Am 1. November 1853 konnte der letzte Streckenabschnitt von Liebemühl nach Osterode eröffnet werden.
Die Reichsstraße 131 führte in Nord-Süd-Richtung vom Ostseehafen Pillau über Königsberg, Gerdauen, Angerburg und Lötzen nach Arys. Der Streckenabschnitt von Pillau nach Königsberg war bereits um 1700 eine vielbefahrene Poststraße und wurde deshalb vorrangig ausgebaut. Da viele Autofahrer aus dem westlichsten Reichsgebiet die Schiffe des Seedienstes Ostpreußen zur Umgehung des polnischen Korridors nutzten, wurde diese vielbefahrene Strecke vom Seehafen Pillau bis zur Provinzhauptstadt Königsberg in den 1930er Jahren für den Autoverkehr ausgebaut. Im Jahre 1844 war die Straße bis Gerdauen fertiggestellt, im Jahre 1858 wurde die Teilstrecke zwischen Gerdauen und Angerburg vollendet. Der Streckenabschnitt zwischen Angerburg und Lötzen wurde erst zwischen 1867 und 1870 im Rahmen von Notstandsarbeiten ausgebaut. Etwas früher, im Jahre 1866, konnte die Straße von Lötzen über Arys nach Johannisburg vollendet werden. Die Reichsstraße 131 endete jedoch in Arys, wo sie in die von Lyck nach Allenstein führende Reichsstraße 127 einmündete. Die gut ausgebaute Straße von Arys nach Johannisburg wurde nie, nicht einmal nach der Besetzung Polens, zur Reichsstraße erhoben.
Die Reichsstraße 132 führte in Nord-Süd-Richtung von Tilsit über Gumbinnen und Goldap nach Lyck und erreichte bei Grajewo die damalige deutsch-polnische Grenze. Die Teilstrecke zwischen Goldap und Lyck ist Teil einer 1850 ausgebauten Verbindungsstraße von Insterburg nach Lyck. Nach der Eingliederung des Memellandes am 23. März 1939 wurde auch die 1853 fertiggestellte Straße von Tilsit nach Memel als Reichsstraße 132 bezeichnet.
Die Reichsstraße 133 führte von Rosenberg über Deutsch Eylau bis zur damaligen deutsch-polnischen Grenze bei Löbau. Der 21 km lange Streckenabschnitt von Rosenberg bis Deutsch Eylau wurde 1863 fertiggestellt, die 19 km lange Fortsetzung bis Löbau war 1865 vollendet. Während der Weimarer Republik führte eine Transitstrecke über Thorn und Bromberg bzw. Posen in das westliche Reichsgebiet.
Die Reichsstraße 134 führte als Abzweigung der Reichsstraße 128 in Nord-Süd-Richtung von Preußisch Eylau über Heilsberg und Allenstein nach Ortelsburg. Die 35 km lange Teilstrecke zwischen Preußisch Eylau und Heilsberg wurde 1848 fertiggestellt. Der 26 km lange Streckenabschnitt von Guttstadt nach Allenstein war bei seiner Eröffnung im Jahre 1859 die erste Straßenverbindung des damals noch kleinen Städtchens Allenstein.
Die Reichsstraße 135 führte als 75 km lange Verbindungsstraße in West-Ost-Richtung von Bartenstein über Rastenburg nach Lötzen.
Die Reichsstraße 136 führte als kurze Verbindungsstraße von Angerburg nach Goldap.
Die Reichsstraße 137 führte von Groß Skaisgirren über Insterburg und Darkehmen nach Goldap. Diese wichtige Nord-Süd-Verbindung (und deren Fortsetzung nach Lyck) wurde bereits 1850 erbaut und gleich nach ihrer Fertigstellung dreimal täglich von einer Postkutsche befahren. Nach der Besetzung Polens im Jahre 1939 wurde die Reichsstraße 137 nach Suwałki verlängert.
Die Reichsstraße 138 führte als Abzweigung der Reichsstraße 1 von Taplacken nach Tilsit. Diese 61 km lange, schnurgerade Strecke wurde 1832 als direkte Verbindungsstraße von Königsberg nach Tilsit gebaut. Nach der Eingliederung des Memellandes am 23. März 1939 wurde die Reichsstraße 138 bis zur neu eingerichteten deutsch-litauischen Grenze bei Tauroggen verlängert. Diese ebenfalls schnurgerade Strecke diente schon zur Zarenzeit dem Fernverkehr von Berlin nach St. Petersburg.

## Reichsstraßen (seit 1937)
Die Reichsstraße 139 führte als 40 km lange Verbindungsstraße in Nord-Süd-Richtung von Insterburg nach Nordenburg (R 131).
Die Reichsstraße 140 führte als 41 km lange Verbindungsstraße von Sensburg (R 127) nach Lötzen (R 131).
Die Reichsstraße 141 führte als Abzweigung der Reichsstraße 142 in Nord-Süd-Richtung von Allenburg über Gerdauen und Rastenburg nach Bischofsburg. Diese 100 km lange Verbindungsstraße diente ebenso wie die Reichsstraßen 139 und 142 als weiträumige Umgehungsstraße für die Großstadt Königsberg. Der Streckenabschnitt von Allenburg nach Gerdauen zwischen 1850 und 1854 erbaut.
Die Reichsstraße 142 führte als 81 km lange Verbindungsstraße in Nord-Süd-Richtung von Wehlau über Allenburg und Bartenstein nach Heilsberg, wo sie in die Reichsstraße 134 nach Allenstein mündete, und dann weiter Richtung Westen nach Braunsberg. Die Teilstrecke zwischen Wehlau und Allenburg wurde 1857 vollendet.
Die Reichsstraße 143 führte von Königsberg über Drugehnen nach Rauschen. Diese gut ausgebaute Autostraße wurde zwischen Königsberg und Drugehnen von der 1932 eingerichteten Reichsstraße 131 benutzt, bevor die in den 1930er Jahren fertiggestellte Neubaustrecke der Reichsstraße 131 nach Pillau über Großheydekrug führte.
Die Reichsstraße 144 führte als 53 km lange Verbindungsstraße in West-Ost-Richtung von Marienburg über Deutsch Eylau bis an die damalige deutsch-polnische Grenze bei Löbau. Diese Straße wurde bereits 1874 erbaut. Nach der Abtretung des polnischen Korridors im Jahre 1920 war diese Straße – bedingt durch die Abtretung des Bahnhofs Bischofswerder – die einzige Außenverbindung der bei Deutschland verbliebenen Stadt Freystadt, so dass auf dieser Straße ein regelmäßiger Autobusverkehr eingerichtet wurde.